# 기타센리역
기타센리역(일본어: 北千里駅, きたせんりえき)은 일본 오사카부 스이타시에 소재하는 한큐 전철 센리 선의 역이다. 역 번호는 HK-95이다.
본 노선의 종착역으로 센리 뉴타운 북쪽의 관문이기도 하다.

## 역사
- 1967년 3월 1일: 센리 선의 미나미센리 ~ 기타센리 역간 연장 개통으로 영업 개시. 일본 최초의 자동 개찰기 설치.
- 1969년 12월 6일: 오사카 시영 지하철 사카이스지선 개통에 따라, 당역까지 상호 직통 운전 개시.
- 1972년: 자동 개찰기를 정기권과 보통 승차권 공용의 자기표형으로 갱신.

## 역 구조
상대식 승강장 2면 2선의 고가역이다. 성토의 궤도 연장선 상에 선로와 승강장이 있어 개찰구와 대합실은 승강장보다 아랫층에 있고, 주변에는 각종 상점들이 입주하고 있다.
종착역에도 불구하고 플랫폼이 두단식이 아닌 것은 1970년에 개최된 일본 만국 박람회(오사카 엑스포)에 대한 대응 목적이었고 증편으로 유치선을 추가했다는 경위의 흔적이다. 그 이전에는 일반적인 두단식에서 2개의 승강장은 말단부 앞에서도 서로 왕래하였다.
이 유치선은 센리 뉴타운의 더 북쪽(미노오시 동부)에 있는 한큐 그룹이 개발한 아오 단지와 간다니 주택 쪽으로 확장을 노리고 있는 것이기도 했다. 미노오 시 이마미야 방면으로는 선로 용지로 땅도 확보되었다. 한큐는 센리야마 선(당시)의 센리야마 역과 미노오 선의 사쿠라이역을 연결하는 "센리야마 연장선"의 사업 면허를 취득했으나 1972년 12월 면허를 반납, 폐지하였고 공터도 많은 공간에서 활용되고 있다.

### 승강장
| 번호 | 노선                                 | 행선                                                                      |
| ---- | ------------------------------------ | ------------------------------------------------------------------------- |
| 1    | ■ 센리 선(교토 본선 직통)            | 아와지・주소・오사카 (우메다)・고베・다카라즈카 방면                      |
| 2    | ■ 센리 선(지하철 사카이스지 선 직통) | 아와지・덴진바시스지 6초메・사카이스지혼마치・도부쓰엔마에・덴가차야 방면 |

- 두 플랫폼이 동시에 발차하기 직전에는 전자 벨이 울린다. 또한, 이른 아침이나 심야에 설정되어 있는 아와지 역이 종점인 편성은 어느 승강장에서나 발차한다. 심야에 1편성 설정되어 있는 덴진바시스지 6초메 행은 1번 선에서 발차한다.
- 또, 아와지 역 이전 각 역에는 직통 열차로 승차 가능하지 않아도, 아와지 역에서 보통 열차 간의 대면 접속으로 해당역 환승 목적의 방향으로 가도록 편의를 제공하고 있다[1].

## 역 주변
- 센리 뉴타운
- 디오스 기타센리(1・2・3・5・7・8번 관)
  - 이온 기타센리점
  - 다이마루 피코크
  - 옛 센리키타 빌딩
    - 스이타 센리키타 빌딩 내 우편국
    - 리소나 은행 천리 키타 지점
    - 이케다센슈 은행 기타센리 지점
- 한큐 오아시스
- 국립 순환 기병 센터 - 역에서 버스로 5분 또는 도보 15분
- 센리 뉴타운 침례교회
- 후지시로 공원
- 스이타 후루에다이 우편국
- 스이타 아오야마다이 우편국
- 스이타 후지시로다이 우편국
- 스이타시 국립 중앙 도서관 기타센리 분실
- 스이타시립 기타센리 초등학교 (폐교)
- 스이타시립 후루에다이 초등학교
- 스이타시립 아오야마다이 중학교
- 오사카부립 기타센리 고등학교
- 오사카 대학 스이타 캠퍼스 - 역에서 도보 15 ~ 30분
- 센리킨란 대학・긴란센리 고등학교・중학교 - 역에서 도보 15분
- 오사카부도 119호 미노오셋쓰 선
- 오사카부도 121호 스이타미노오 선

## 인접역
| 한큐 전철 ■ 센리 선                  | 한큐 전철 ■ 센리 선 | 한큐 전철 ■ 센리 선 |
| ------------------------------------ | ------------------- | ------------------- |
| HK-94 야마다 덴진바시스지 6초메 방면 |                     | 시·종착역           |